# Canon antiaérien Type 2 de 20 mm
Le canon antiaérien Type 2 de 20 mm était un canon antiaérien de conception japonaise, basé sur le Flak 38 allemand. Il est entré en service en 1942. 
Un système de contrôle de tir centralisé a été développé pour le Type 2, il permettait d'en diriger 6 à la fois. Le numéro "2" dans Type 2 correspond à l'année d'adoption du canon par l'armée impériale japonaise, l'année 2602 en années impériale japonaise, soit en 1942 dans le calendrier grégorien.